# Tim Heed
Tim Heed (Göteborg, 27 gennaio 1991) è un hockeista su ghiaccio svedese, dell'Ambrì-Piotta.

## Palmarès
- Campionato svedese: 1

Skellefteå AIK: 2013-14
- Coppa Spengler: 1

Ambrì-Piotta: 2022